# Yoona
Im Yoo-nah (coréen : 임윤아), plus communément appelée YoonA (윤아), née le 30 mai 1990 à Séoul en Corée du Sud, est une actrice, mannequin, idole, présentatrice et chanteuse sud-coréenne. Elle fut membre du girl group Girls' Generation en tant que chanteuse secondaire. Depuis septembre 2018, elle fait partie de Girls' Generation-Oh!GG, la deuxième sous-unité du groupe. 

## Biographie
Yoona a commencé sa carrière en tant qu'idole de K-pop en 2007 à l'âge de seulement 17 ans

## Vie privée
Elle a été en couple avec Lee Seung Gi de septembre 2013 à août 2015,.

## Discographie

### En solo
- Deoksugung Stonewall Walkway (single, featuring 10cm)

- Blossom (album chinois)
- When the Wind Blows (single sortie en coréen et en chinois)
- A Walk To Remember (EP) (album spécial sorti en 2019 pour son anniversaire)

### Girls' Generation-Oh!GG
- 몰랐니 (Lil' Touch)
- 쉼표 (Fermata)

## Filmographie

### Dramas
| Année     | Titre                                           | Rôle                                      | Diffusion | Note                   |
| --------- | ----------------------------------------------- | ----------------------------------------- | --------- | ---------------------- |
| 2007      | 9 Ends 2 Outs                                   | Shin Joo-young                            | MBC       |                        |
| 2008      | Unstoppable Marriage (en)                       | Gang des sept princesses de Bulgwang-dong | KBS       | Caméo                  |
| 2008      | Woman of Matchless Beauty                       | Mi-ae                                     | MBC       | Caméo                  |
| 2008      | You Are My Destiny                              | Jang Sae-byuk                             | KBS2      |                        |
| 2009      | Cinderella Man                                  | Seo Yoo-jin                               | MBC       |                        |
| 2012      | Love Rain                                       | Kim Yoon-hee/Jung Ha-na                   | KBS2      |                        |
| 2013-2014 | Prime Minister and I                            | Nam Da-jung                               | KBS2      |                        |
| 2016      | God of War, Zhao Yun                            | Xiahou Qingyi / Ma Yurou                  | Hunan TV  | Drama chinois          |
| 2016      | The K2                                          | Go Anna                                   | tvN       |                        |
| 2017      | The King Loves                                  | Han Eun-san                               | MBC       |                        |
| 2020-2021 | Hush                                            | Lee Ji-soo                                | JTBC      |                        |
| 2022      | Big Mouth                                       | Ko Mi-Ho                                  | MBC       |                        |
| 2023      | King the Land (L'empire du Sourire en français) | Cheon Sa-Rang                             | JTBC      | Disponible sur Netflix |

### Film
- 2017 : Confidential Assignment (rôle : Park Min-young)
- 2019 : Exit (엑시트) de Lee Sang-geun : (rôle : Eui-joo)
- 2021 : Miracle : Letters to the President de Lee Jang-hoon : (rôle : Song Ra-hee)
- 2022 : Confidential Assignment 2 : International (rôle : Park Min-Young)

### Shows télévisés
| Année        | Titre                       | Episodes                        |
| ------------ | --------------------------- | ------------------------------- |
| 2009         | Family Outing               | 36 et 37                        |
| 2010         | Family Outing 2             | Membre permanente de l'émission |
| 2011 et 2017 | Running Man                 | 39, 63, 64, 363                 |
| 2018         | Hyori's Homestay (Season 2) | Membre permanente de l'émission |
| 2022         | Amazing Saturday            |                                 |
| 2022         | The Game Caterer            |                                 |
| 2022         | Knowing Bros                |                                 |
| 2022         | MMTG                        |                                 |

## Apparition dans des clips
| Année | Titre | Artistes     |
| 2006  | U     | Super Junior |

## Récompenses et Nominations
| Année | Prix                                                | Catégorie                                                                     | Œuvre nommée                             | Résultat   |
| ----- | --------------------------------------------------- | ----------------------------------------------------------------------------- | ---------------------------------------- | ---------- |
| 2008  | KBS Drama Awards                                    | Meilleur Nouvelle Actrice                                                     | You Are My Destiny                       | Lauréat    |
| 2008  | KBS Drama Awards                                    | Netizen Award                                                                 | You Are My Destiny                       | Lauréat    |
| 2008  | Korea Drama Awards                                  | Netizen Popularity Award                                                      | You Are My Destiny                       | Lauréat    |
| 2009  | 45e Baeksang Arts Awards                            | Meilleur Nouvelle Actrice (TV)                                                | You Are My Destiny                       | Lauréat    |
| 2009  | 45e Baeksang Arts Awards                            | Actrice la plus populaire (TV)                                                | You Are My Destiny                       | Lauréat    |
| 2010  | 46e Baeksang Arts Awards                            | Actrice la plus populaire (TV)                                                | Cinderella Man                           | Lauréat    |
| 2012  | Mnet 20's Choice Awards                             | 20's Female Drama Star                                                        | Love Rain                                | Nomination |
| 2012  | KBS Drama Awards                                    | Netizen Award                                                                 | Love Rain                                | Lauréat    |
| 2013  | 49e Baeksang Arts Awards                            | Actrice la plus populaire (TV)                                                | Love Rain                                | Nomination |
| 2013  | KBS Drama Awards                                    | Prix d'Excellence, actrice dans une mini-série                                | Prime Minister and I                     | Lauréat    |
| 2013  | KBS Drama Awards                                    | Meilleur Couple (avec Lee Beom-soo)                                           | Prime Minister and I                     | Lauréat    |
| 2013  | KBS Drama Awards                                    | Netizen Award                                                                 | Prime Minister and I                     | Nomination |
| 2014  | 50e Baeksang Arts Awards                            | Actrice la plus populaire (TV)                                                | Prime Minister and I                     | Nomination |
| 2014  | 16e Seoul International Youth Film Festival         | Meilleure jeune actrice                                                       | Prime Minister and I                     | Nomination |
| 2015  | Global Luxury Award                                 | Global Tourism Industry Congress Fusion Seminars avec Lin Gengxin             | God of War, Zhao Yun                     | Lauréat    |
| 2015  | National Tax Service of South Korea                 | Best Public Tax Payer Award                                                   |                                          | Lauréat    |
| 2015  | 8e Busan International Advertising Festival         | Meilleure modèle coréenne en Chine                                            |                                          | Lauréat    |
| 2016  | 1er Asia Artist Awards                              | Asia Star Award, Actress                                                      |                                          | Lauréat    |
| 2016  | 1er Asia Artist Awards                              | Popularity Award, Actress                                                     |                                          | Lauréat    |
| 2016  | 31st Korea's Best Dresser Swan Awards               | Best Dressed Actress                                                          |                                          | Lauréat    |
| 2016  | Ceci Beauty Award                                   | Asia Fashion Female Celebrity Award                                           |                                          | Lauréat    |
| 2017  | 53e Baeksang Arts Awards                            | Actrice la plus populaire (Film)                                              | Confidential Assignment                  | Lauréat    |
| 2017  | 2e Asia Artist Awards                               | Best Artist Award, Actress                                                    | The King Loves                           | Lauréat    |
| 2017  | 2e Asia Artist Awards                               | Popularity Award, Actress                                                     |                                          | Lauréat    |
| 2017  | 12e Asia Drama Conference                           | Special Recognition Award pour la contribution à l'échange culturel asiatique |                                          | Lauréat    |
| 2017  | 38e Blue Dragon Film Awards                         | Meilleure nouvelle actrice                                                    | Confidential Assignment                  | Nomination |
| 2017  | 54e Grand Bell Awards                               | Meilleure nouvelle actrice                                                    | Confidential Assignment                  | Nomination |
| 2017  | 1er Korean Film Shining Star Awards                 | Meilleure nouvelle actrice                                                    | Confidential Assignment                  | Lauréat    |
| 2017  | 10e Korea Drama Awards                              | Top Excellence Award, Actress                                                 | The King Loves                           | Nomination |
| 2017  | 1er Marianas International Film Festival            | Best Popular Asian Actress                                                    | Confidential Assignment                  | Lauréat    |
| 2017  | 44e MBC Drama Awards                                | Top Excellence Award, Best Actress pour le drama du lundi-mardi               | The King Loves                           | Nomination |
| 2017  | 44e MBC Drama Awards                                | Popularity Award, Actress                                                     | The King Loves                           | Nomination |
| 2017  | 1er The Seoul Awards                                | Best New Actress, Film                                                        | Confidential Assignment                  | Nomination |
| 2017  | 1er The Seoul Awards                                | Popularity Award, Actress                                                     | Confidential Assignment                  | Lauréat    |
| 2017  | Fashionista Awards 2017                             | Red Carpet Category                                                           |                                          | Nomination |
| 2017  | ELLE Style Awards                                   | K-Style Icon                                                                  |                                          | Lauréat    |
| 2018  | University Film Festival of Korea                   | Best Actress Award                                                            | Confidential Assignment                  | Lauréat    |
| 2018  | Soompi Awards                                       | Actress of the Year                                                           | The King Loves                           | Lauréat    |
| 2018  | International Film Festival and Awards Macao        | Talent Ambassador                                                             |                                          | Lauréat    |
| 2018  | Asian Film Awards                                   | AFA Next Generation Award                                                     | Confidential Assignment                  | Lauréat    |
| 2018  | Asian Film Awards                                   | Best Newcomer                                                                 | Confidential Assignment                  | Nomination |
| 2018  | Asia Artist Awards                                  | Trend Award                                                                   |                                          | Lauréat    |
| 2019  | Women in Film Korea Festival                        | Best New Actress                                                              | Exit                                     | Lauréat    |
| 2019  | Korea First Brand Awards                            | Female Movie Actress                                                          | Exit                                     | Lauréat    |
| 2019  | International Film Festival and Awards Macao        | Asian Stars Up Next Award                                                     | Exit                                     | Lauréat    |
| 2019  | COSMO Glam Night                                    | Person of the Year                                                            |                                          | Lauréat    |
| 2019  | Busan International Film Festival                   | Marie Claire Asia Star Awards: Face of Asia Award                             |                                          | Lauréat    |
| 2019  | Buil Film Awards                                    | Most Popular Actress                                                          | Exit                                     | Lauréat    |
| 2019  | Blue Dragon Film Awards                             | Popular Star Award                                                            | Exit                                     | Lauréat    |
| 2019  | Blue Dragon Film Awards                             | Best Actress                                                                  | Exit                                     | Nomination |
| 2019  | Asia Artist Awards                                  | Best Social Artist, Actress                                                   |                                          | Lauréat    |
| 2019  | Asia Artist Awards                                  | Best Artist Award, Actress (Movie)                                            | Exit                                     | Lauréat    |
| 2020  | Chunsa Film Art Awards                              | Best Actress                                                                  | Exit                                     | Nomination |
| 2021  | Weibo Starlight Awards                              | Hall of Fame                                                                  |                                          | Lauréat    |
| 2021  | Golden Cinema Film Festival                         | Popularity Award                                                              | Exit                                     | Lauréat    |
| 2021  | Blue Dragon Film Awards                             | Popular Star Award                                                            | Miracle : Letters to the President       | Lauréat    |
| 2021  | Blue Dragon Film Awards                             | Best Actress                                                                  | Miracle : Letters to the President       | Lauréat    |
| 2022  | MBC Drama Awards                                    | Best Couple Award                                                             | Big Mouth                                | Lauréat    |
| 2022  | MBC Drama Awards                                    | Top Excellence Award, Actress in a Miniseries                                 | Big Mouth                                | Lauréat    |
| 2022  | Korea First Brand Awards                            | Female Actress (Drama)                                                        | Big Mouth                                | Lauréat    |
| 2022  | Grand Bell Awards                                   | Best Supporting Actress                                                       | Confidential Assignment 2: International | Lauréat    |
| 2022  | Blue Dragon Film Awards                             | Popular Star Award                                                            | Confidential Assignment 2: International | Lauréat    |
| 2022  | Blue Dragon Film Awards                             | Best Actress                                                                  | Confidential Assignment 2: International | Nomination |
| 2022  | Baeksang Arts Awards                                | Best Actress (Film)                                                           | Miracle : Letters to the President       | Nomination |
| 2022  | Asan Chungmugong International Action Film Festival | Best Actress                                                                  | Exit                                     | Lauréat    |